# لقهم
لَقْهَم أو بشام سقطري أو بلسان سقطري (الاسم العلمي Commiphora socotrana) «اسم علمي سابق Balsamodendrum socotranum»، نوع من جنس البلسان وفصيلة البخورية.
موطنه جزيرة سقطرى اليمنية.